# Encyrtidae
De Encyrtidae zijn een grote familie van parasitaire wespen, met ongeveer 4546 beschreven soorten in ongeveer 478 geslachten.

## Geslachten
De per januari 2020 geregistreerde soorten van de familie behoren tot 478 verschillende geslachten.

Sommige geslachten bestaan slechts uit 1 soort.

Alle geslachten die minstens 10 soorten omvatten hebben in ieder geval een eigen pagina.

De  geslachten met gedefinieerde pagina staan hieronder vermeld met het aantal soorten tussen haakjes.
- Acerophagus Smith, 1880 (99)
- Adelencyrtoides Tachikawa & Valentine, 1969 (14)
- Adelencyrtus Ashmead, 1900 (34)
- Aenasius Walker, 1846 (42)
- Ageniaspis Dahlbom, 1857 (16)
- Aloencyrtus Prinsloo, 1978 (20)
- Allocerellus Silvestri, 1915 (12)
- Anagyrus Howard, 1896 (269)
- Anicetus Howard, 1896 (51)
- Anthemus Howard, 1896 (22)
- Aphycus Mayr, 1876 (30)
- Aschitus Mercet, 1921 (20)
- Bennettisca Noyes, 1980 (10)
- Blastothrix Mayr, 1876 (28)
- Blepyrus Howard, 1898 (18)
- Bothriothorax Ratzeburg, 1844 (32)
- Brethesiella Porter, 1920 (18)
- Cerapterocerus Westwood, 1833 (11)
- Cerchysiella Girault, 1914 (31)
- Cerchysius Westwood, 1832 (14)
- Cicoencyrtus Noyes, 1980 (17)
- Cirrhencyrtus Timberlake, 1918 (10)
- Clausenia Ishii, 1923 (12)
- Coccidencyrtus Ashmead, 1900 (32)
- Coelopencyrtus Timberlake, 1919 (30)
- Copidosoma Ratzeburg, 1844 (186)
- Copidosomopsis Girault, 1915 (12)
- Charitopus Förster, 1856 (17)
- Cheiloneurus Westwood, 1833 (138)
- Discodes Förster, 1856 (41)
- Diversinervus Silvestri, 1915 (12)
- Ectroma Westwood, 1833 (11)
- Echthroplexiella Mercet, 1921 (31)
- Encyrtus Latreille, 1809 (87)
- Ericydnus Haliday, 1832 (29)
- Ginsiana Erdös & Novicky, 1955 (11)
- Gyranusoidea Compere, 1947 (43)
- Habrolepis Förster, 1856 (17)
- Helegonatopus Perkins, 1906 (13)
- Hexacladia Ashmead, 1891 (26)
- Holcencyrtus Ashmead, 1900 (10)
- Homalotylus Mayr, 1876 (62)
- Isodromus Howard, 1887 (24)
- Ixodiphagus Howard, 1907 (14)
- Leptomastidea Mercet, 1916 (22)
- Leptomastix Förster, 1856 (32)
- Lohiella Noyes, 1980 (14)
- Mahencyrtus Masi, 1917 (13)
- Mayridia Mercet, 1921 (34)
- Meromyzobia Ashmead, 1900 (25)
- Metaphycus Mercet, 1917 (449)
- Metapsyllaephagus Myartseva, 1980 (11)
- Microterys Thomson, 1876 (199)
- Neastymachus Girault, 1915 (13)
- Neocladia Perkins, 1906 (36)
- Neococcidencyrtus Compere, 1928 (20)
- Oobius Trjapitzin, 1963 (41)
- Ooencyrtus Ashmead, 1900 (296)
- Parablastothrix Mercet, 1917 (16)
- Parablatticida Girault, 1915 (14)
- Paraphaenodiscus Girault, 1915 (17)
- Parechthrodryinus Girault, 1916 (13)
- Plagiomerus Crawford, 1910 (10)
- Prionomastix Mayr, 1876 (27)
- Prochiloneurus Silvestri, 1915 (29)
- Pseudectroma Girault, 1915 (11)
- Pseudencyrtus Ashmead, 1900 (11)
- Pseudococcobius Timberlake, 1916 (12)
- Psyllaephagus Ashmead, 1900 (231)
- Rhopus Förster, 1856 (61)
- Rhytidothorax Ashmead, 1900 (19)
- † Sulia Simutnik, 2015 (1)
- Syrphophagus Ashmead, 1900 (83)
- Tachinaephagus Ashmead, 1904 (11)
- Tetracnemoidea Howard, 1898 (17)
- Tetracnemus Westwood, 1837 (33)
- Trechnites Thomson, 1876 (22)
- Trichomasthus Thomson, 1876 (57)
- Zaomma Ashmead, 1900 (15)

## In Nederland waargenomen soorten
- Genus: Achalcerinys
  - Achalcerinys lindus
- Genus: Adelencyrtus
  - Adelencyrtus aulacaspidis
- Genus: Ageniaspis
  - Ageniaspis atricollis
  - Ageniaspis fuscicollis
  - Ageniaspis testaceipes
- Genus: Aglyptus
  - Aglyptus rufus
- Genus: Anagyrus
  - Anagyrus bohemanni
  - Anagyrus bouceki
  - Anagyrus pseudococci
  - Anagyrus schoenherri
  - Anagyrus securicornis
- Genus: Aphycoides
  - Aphycoides clavellatus
- Genus: Aphycus
  - Aphycus apicalis
- Genus: Arrhenophagus
  - Arrhenophagus chionaspidis
- Genus: Baeocharis
  - Baeocharis pascuorum
- Genus: Blastothrix
  - Blastothrix brittanica
  - Blastothrix gurselae
  - Blastothrix hissarica
  - Blastothrix hungarica
  - Blastothrix ilicicola
  - Blastothrix sericea
- Genus: Bothriothorax
  - Bothriothorax aralius
  - Bothriothorax clavicornis
  - Bothriothorax intermedius
  - Bothriothorax paradoxus
  - Bothriothorax serratellus
- Genus: Cerapterocerus
  - Cerapterocerus mirabilis
- Genus: Cerchysiella
  - Cerchysiella planiscutellum
- Genus: Cerchysius
  - Cerchysius subplanus
- Genus: Cercobelus
  - Cercobelus jugaeus
- Genus: Cheiloneurus
  - Cheiloneurus boldyrevi
  - Cheiloneurus claviger
  - Cheiloneurus elegans
  - Cheiloneurus paralia
- Genus: Choreia
  - Choreia inepta
- Genus: Copidosoma
  - Copidosoma albipes
  - Copidosoma anceus
  - Copidosoma ancharus
  - Copidosoma aretas
  - Copidosoma babas
  - Copidosoma boucheanum
  - Copidosoma cervius
  - Copidosoma chalconotum
  - Copidosoma cuproviride
  - Copidosoma dius
  - Copidosoma filicorne
  - Copidosoma flagellare
  - Copidosoma floridanum
  - Copidosoma iracundum
  - Copidosoma peticus
  - Copidosoma radnense
  - Copidosoma serricorne
  - Copidosoma shawi
  - Copidosoma sosares
  - Copidosoma subalbicorne
  - Copidosoma thebe
  - Copidosoma tibiale
  - Copidosoma truncatellum
- Genus: Dicelloceras
  - Dicelloceras vibrans
- Genus: Dinocarsis
  - Dinocarsis hemiptera
- Genus: Discodes
  - Discodes aeneus
- Genus: Dusmetia
  - Dusmetia pulex
- Genus: Echthroplexis
  - Echthroplexis puncticollis
- Genus: Echthroplexiella
  - Echtroplexiella dunensis
- Genus: Encyrtus
  - Encyrtus albitarsis
  - Encyrtus aurantii
  - Encyrtus infidus
- Genus: Epitetracnemus
  - Epitetracnemus intersectus
- Genus: Ericydnus
  - Ericydnus baleus
  - Ericydnus robustior
  - Ericydnus strigosus
  - Ericydnus ventralis
- Genus: Eusemion
  - Eusemion cornigerum
- Genus: Habrolepis
  - Habrolepis dalmanni
- Genus: Homalotyloidea
  - Homalotyloidea erginus
  - Homalotyloidea nowickyi
- Genus: Homalotylus
  - Homalotylus eytelweinii
  - Homalotylus flaminius
- Genus: Hoplopsis
  - Hoplopsis minuta
- Genus: Isodromus
  - Isodromus vinulus
- Genus: Ixodiphagus
  - Ixodiphagus hookeri
- Genus: Lamennaisia
  - Lamennaisia ambigua
  - Lamennaisia nobilis
- Genus: Leptomastix
  - Leptomastix epona
- Genus: Mahencyrtus
  - Mahencyrtus comara
- Genus: Mayrencyrtus
  - Mayrencyrtus imandes
- Genus: Mayridia
  - Mayridia myrlea
- Genus: Metaphycus
  - Metaphycus asterolecanii
  - Metaphycus chermis
  - Metaphycus dispar
  - Metaphycus flavovarius
  - Metaphycus insidiosus
  - Metaphycus melanostomatus
  - Metaphycus nadius
  - Metaphycus pappus
  - Metaphycus stagnarum
  - Metaphycus zebratus
- Genus: Microterys
  - Microterys duplicatus
  - Microterys hortulanus
  - Microterys lunatus
  - Microterys nederlandicus
  - Microterys nietneri
  - Microterys seyon
  - Microterys tessellatus
- Genus: Mira
  - Mira mucora
- Genus: Ooencyrtus
  - Ooencyrtus brunneipes
  - Ooencyrtus gonoceri
  - Ooencyrtus telenomicida
- Genus: Parablastothrix
  - Parablastothrix montana
- Genus: Parablatticida
  - Parablatticida citri
- Genus: Prionomitus
  - Prionomitus mitratus
  - Prionomitus tiliaris
- Genus: Pseudencyrtus
  - Pseudencyrtus misellus
  - Pseudencyrtus salicisstrobili
- Genus: Psyllaephagus
  - Psyllaephagus lusitanicus
- Genus: Rhopus
  - Rhopus flavidus
  - Rhopus sulphureus
- Genus: Syrphophagus
  - Syrphophagus aeruginosus
  - Syrphophagus annulipes
  - Syrphophagus aphidivorus
  - Syrphophagus ariantes
  - Syrphophagus arundinicola
  - Syrphophagus herbidus
  - Syrphophagus mamitus
  - Syrphophagus pertiades
  - Syrphophagus quercicola
  - Syrphophagus taeniatus
- Genus: Tachinaephagus
  - Tachinaephagus zealandicus
- Genus: Trechnites
  - Trechnites insidiosus
- Genus: Trichomasthus
  - Trichomasthus cyanifrons
- Genus: Trjapitzinellus
  - Trjapitzinellus semidaliphagus
- Genus: Tyndarichus
  - Tyndarichus melanacis
  - Tyndarichus scaurus
- Genus: Zaomma
  - Zaomma lambinus